# 毛柘藤
毛柘藤（学名：Maclura pubescens）又名毛拓藤，为桑科桑橙屬下的一个种，是一种木质藤状灌木。毛柘藤是雌雄异株的植物。毛柘藤聚花果为肉质，呈现近似球形的形状，成熟时为橙红色；小核果呈现卵圆形。毛柘藤多生长于海拔540-1600米之间的山坡或林地边缘，在中国云南南部、贵州、广西、广东，以及印尼、缅甸有分布。

## 扩展阅读
- 維基物種上的相關：毛柘藤